# Caspar René Gregory
Caspar René Gregory (ur. 6 listopada 1846 w Filadelfii, zm. 9 kwietnia 1917 w Neufchâtel-sur-Aisne) – amerykańsko-niemiecki biblista i krytyk tekstu Nowego Testamentu. W latach 1883–1909 odbył szereg podróży do wielu bibliotek w poszukiwaniu rękopisów Nowego Testamentu. Pochodzenie miał francuskie, z urodzenia był Amerykaninem, a Niemcem z wyboru.

## Życie
Urodził się 6 listopada 1846 roku w Filadelfii. W latach 1865–67 studiował na University of Pennsylvania, a w latach 1867-73 na Princeton Theological Seminary. W 1873 roku kontynuował studia na Uniwersytecie Lipskim pod kierunkiem Tischendorfa. Po śmierci Tischendorfa przejął jego obowiązki i kontynuował jego dzieło. Był przyjacielem Harnacka.
W 1881 roku otrzymał obywatelstwo Saksonii. W sierpniu 1914 roku zgłosił się do armii, będąc najstarszym ochotnikiem. 9 kwietnia 1917 roku zginął na froncie zachodnim.

## Rękopisy NT
Zajmował się katalogowaniem rękopisów Nowego Testamentu. Kontynuując dzieło Scholza, listę majuskułów doprowadził w 1908 roku do liczby 161 rękopisów, listę minuskułów do 2292, a listę lekcjonarzy do 2234. Ponadto stworzył nową kategorię rękopisów NT – listę papirusów, na której w 1908 roku umieścił 14 pozycji. W 1915 roku doprowadził listę do 19 papirusów, 169 majuskułów, 2326 minuskułów, 1565 lekcjonarzy. W ciągu swego życia skatalogował łącznie 3060 rękopisów. Sporządzał też krótkie opisy każdego katalogowanego rękopisu (rozbudowany system skrótów). Tak na przykład wygląda opis minuskułu 653:

653: Berlin, königl. Bibl. Gr. Oktav 3.
1077, 13,8x10,6, Perg, 266 Bl, 1 Sp, 16 Z ; Kap-L, Kap, Aufs, Abs u. Kan überall, Lit, rote Mus für die Lesestücke, Unters, εξεδ, στιχ, Mt Jo, auch εωτινα. und διαφορα. Geschrieben durch einen Mönch Markus. Heinrich Brugsch brach sie vom Sinai nach Berlin. [Scr . 640] G.9.März1887.

W roku 1908 zmodyfikował dotychczasowy sposób klasyfikowania rękopisów, na oznaczenie majuskułów wprowadzając sigla 01, 02, 03 itd. Ponadto nie dzielił już rękopisów majuskułowych i minuskułowych na cztery podgrupy: zawierające Ewangelie, Dzieje i Listy powszechne, Listy Pawła oraz rękopisy Apokalipsy; lekcjonarzy nie dzielił już na dwie podgrupy: Evangeliaria i Apostolaria.
Dzieło klasyfikowania rękopisów Nowego Testamentu kontynuował po nim Ernst von Dobschütz, a następnie Kurt Aland.
Dodatkowo skatalogował i opisał wiele rękopisów przekładów z I tysiąclecia (rękopisy starołacińskie i Wulgaty, starosyryjskie i Peszitty, koptyjskie, gockie, ormiańskie i inne).

## Dzieła
- Prolegomena zu Tischendorfs Novum Testamentum Graece (editio VIII. critica major), 2 Vols., 1884-94 (German revised edition: text criticism of the NT, 3 Vols., 1900-09).
- Canon and Text of the New Testament, Edinburgh 1907.
- Das Freer-Logion (Leipzig: Hinrichs 1908)
- Die griechischen Handschriften des Neuen Testaments, Leipzig 1900-1908, tomy I-III. tom I, tom II
- Einleitung in das Neue Testament, 1909
- Vorschläge für eine kritische Ausgabe des griechischen Neuen Testaments, 1911.
- Die Koridethi-Evangelien, 1913.
- Zu Fuß in Bibellanden, publ. by Hermann Guthe, 1919.
- The Essay 'Contra Novatianum'. „The American Journal of Theology” 3 (1899): 566–57